# ジークムント・リングエック

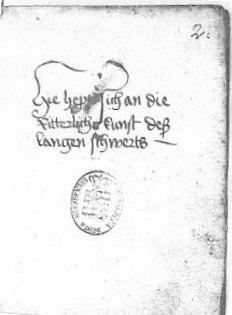
リングエックの剣術書、タイトルページ（fol. 2r）

ジークムント・リングエック（Sigmund Ringeck / Amring ジークムント・アムリング）は、15世紀ドイツの剣術家で、現在ドレスデンに伝わっている剣術書『ドレスデン手稿（MS Dresd. C 487）』の著者。
この剣術書は、148葉（うち22葉は空白）からなり、本文は2人の手によって書かれている。その中で、リングエックは、バイエルン公アルブレヒト（おそらくは1438年にバイエルン公となったアルブレヒト3世（1401年 - 1460年））時代の剣術家（schirmaister）であると述べられている。リングエックと個人的な面識があったとされるペーター・フォン・ダンツィヒが、その剣術書（1452年）でリングエックの書を引き合いに出していることから、このリングエックの剣術書は1440年代に成立したものと考えられている。
リングエックの剣術は、ヨハンネス・リヒテナウアーに依拠しており、最初の誓言（testimony）は、リヒテナウアーの教えを記した50年ほど前の『ニュルンベルク手稿』（1389年頃）に従っている。また、挿絵入り写本（1539年ごろ）も今日まで伝わっている（Sigmund Schining, Cod. I.6.2°.5）。この写本は、パウルス・ヘクトル・マイアーによって作成が依頼されたもののようで、第一頁にはその署名がある。